# José Manuel Bolieiro
José Manuel Bolieiro (ur. 23 czerwca 1965 w Povoação) – portugalski polityk, prawnik i samorządowiec, działacz Partii Socjaldemokratycznej (PSD), burmistrz Ponta Delgada (2012–2020), przewodniczący rządu regionalnego Azorów (od 2020).

## Życiorys
Absolwent prawa na Uniwersytecie w Coimbrze, z zawodu adwokat. Zaangażował się w działalność polityczną w ramach Partii Socjaldemokratycznej. W latach 1989–1996 był zastępcą podsekretarza stanu do spraw komunikacji społecznej w rządzie regionalnym. W połowie lat 90. pełnił funkcję doradcy prawnego przewodniczącego rządu regionalnego. W latach 1998–2009 sprawował mandat posła do azorskiego parlamentu, kierował w nim frakcją deputowanych PSD. W latach 2002–2009 przewodniczył zgromadzeniu miejskiemu w Povoação, a następnie do 2012 zajmował stanowisko wiceburmistrza Ponta Delgada. Od 2012 do 2020 sprawował urząd burmistrza (presidente da câmara municipal) tej miejscowości. Został też przewodniczącym PSD/Açores, regionalnego oddziału socjaldemokratów.
W wyborach regionalnych w październiku 2020 większość w regionalnym parlamencie uzyskały ugrupowania centroprawicowe. W listopadzie José Manuel Bolieiro został desygnowany na nowego przewodniczącego rządu regionalnego Azorów, rozpoczynając sprawowanie tej funkcji w tym samym miesiącu. W grudniu 2020 został członkiem Europejskiego Komitetu Regionów, w którym dołączył do frakcji Europejskiej Partii Ludowej. W wyborach w 2024 ponownie uzyskał mandat poselski; pozostał następnie na stanowisku przewodniczącego rządu Azorów.